# Nor
Et nor (af gammeldansk snævert farvand) er et mindre vandområde, som kun er forbundet med havet med en smal rende og en flademæssig udstrækning på højst nogle få kvadratkilometer. Et nor indeholder, hvis det ikke er inddæmmet, saltvand. Ordet er beslægtet med engelsk narrow (indsnævring). Eksempler på nor i Danmark er Korsør Nor, Kertinge Nor, Bøjden Nor, Lindelse Nor, Stege Nor og  Skælskør Nor. I Sydslesvig findes blandt andet Hedeby Nor, Lindå Nor og Vindeby Nor. Mange nor indgår i dag i naturbeskyttelsesområder. 